# Drostendiensten
Drostendiensten was een uit de middeleeuwen stammend instituut dat boeren in Overijssel verplichtte om tweemaal in het jaar hand-en-spandiensten te verrichten voor de drost. Deze diensten kwamen reeds in de 13e eeuw voor en werden in 1651 formeel afgeschaft. Niettemin bleven ze, vooral in Twente, ook in de 17e en 18e eeuw bestaan.
Vanaf de jaren 1770 zetten patriotten zoals François Adriaan van der Kemp en vooral Joan Derk van der Capellen tot den Pol zich in voor de afschaffing van de drostendiensten, maar ondervonden daarbij veel weerstand van de gevestigde orde. Van der Capellen werd in 1778 uit de Staten van Overijssel verwijderd. In Aan het Volk van Nederland, dat hij in 1781 schreef en anoniem verspreidde in alle grote steden van de Republiek, is het een van de vele misstanden van het stadhouderlijk stelsel die hij aan de kaak stelt.
Pas in 1783 werden de drostendiensten dankzij de oppositie van de Oldenzaalse advocaat Jan Willem Racer, Van der Capellen en andere patriotten door de Staten van Overijssel definitief afgeschaft.